# Elektrárna Ybbs-Persenbeug
Elektrárna Ybbs-Persenbeug je průtočná elektrárna na Dunaji ve spolkové zemi Dolní Rakousko. Leží mezi obcemi Ybbs an der Donau, Persenbeug a Hofamt Priel – na říčním kilometru 2 060,42. Její výstavba byla plánována od 20. let 20. století, postavena byla v letech 1954-1959.
Výrobu elektrického proudu zajišťuje sedm soustrojí, ve kterých jsou osazeny Kaplanovy turbíny.
Plavbu po mezinárodní vodní cestě umožňují dvě paralelní plavební komory.
Přehradní hráz je vysoká 10,9 m. Objem zadržené vody je cca 74 mil. m³, Přes korunu přehrady o délce 460 metrů vede rakouská silnice B25. Délka přehradního jezera, které leží v nadmořské výšce 226,2 m, je cca 34 km.
Celkově má elektrárna kapacitu 236,5 MW. Při projektovaném průtoku 2 650 m³/s je roční standardní energetická kapacita 1 335,9 milionů kWh.